# Fontaine-en-Bray
Fontaine-en-Bray är en kommun i departementet Seine-Maritime i regionen Normandie i norra Frankrike. Kommunen ligger i kantonen Saint-Saëns som tillhör arrondissementet Dieppe. År 2022 hade Fontaine-en-Bray 167 invånare.

## Befolkningsutveckling
Antalet invånare i kommunen Fontaine-en-Bray
| Referens: INSEE |